# Pierre Groult
Pierre Louis Joseph Marie Groult (Lessen, 29 maart 1895 - Leuven, 11 april 1968) was hoogleraar Romaanse talen aan de Université Catholique de Louvain, met als specialiteit de hispanistiek. Hij was priester van het bisdom Doornik.

## Levensloop
Groult was afkomstig uit Henegouwen. Na zijn collegejaren in La Bonne-Espérance in Vellereille-les-Brayeux deed hij zijn priesterstudies in Leuven (filosofie) en Doornik (theologie). Hij keerde terug naar Leuven, waar hij een doctoraat behaalde in de wijsbegeerte en letteren (1927). Hij deed onderzoek naar de invloed van auteurs uit de Spaanse Nederlanden op Spaanse auteurs. Zo onderzocht hij onder meer de geschriften van Theresia van Avila op invloed uit de Nederlanden. Zijn thesis was getiteld: Les Mystiques des Pays-Bas et la littérature espagnole du XVIe siècle (1927); postuum werd dit in Madrid gepubliceerd als Los místicos de los Paises Bajos y la literatura espiritual española del siglo XVI (1976). Zijn promotor was professor Alphonse Bayot.
Na zijn doctoraat werd hij leraar in de normaalschool van 's-Gravenbrakel in Henegouwen. Hij gaf er onderricht in de Franse taal (1927-1937), maar behield zijn voorliefde voor Spaans literair onderzoek. Zo publiceerde hij in 1930 een artikel over Don Quichotte, notre ami in La Revue Générale. Na het overlijden van Bayot (1937) werd Groult academisch benoemd aan de Université Catholique de Louvain. Hij doceerde er talrijke vakken: Oud-Frans, Vergelijkende grammatica der Romaanse talen; Spaanse literatuur; Spaanse grammatica; Italiaanse literatuur. In 1947 startte hij met een tijdschrift Les Lettres Romanes voor romanisten bestemd. Groult bleef heel zijn carrière uitgever van dit tijdschrift. In 1951 stichtte hij in Leuven het Centro de Estudios Hispanicos. Vanaf 1962 was hij lid van de Associacion Internacional de Hispanistas, vanaf de oprichting van deze internationale vereniging van hispanisten. Zijn laatste doctoraatsstudent onderzocht de relatie tussen Justus Lipsius en de Spaanse Staat (1967). Groult overleed in Leuven in 1968.
Zijn wetenschappelijke bijdrage is in Madrid erkend als referentiewerk over de invloed van de Nederlanden op het Castiliaans.